# HD188854
HD188854 — хімічно пекулярна зоря спектрального класу A5, що має видиму зоряну величину в смузі V приблизно  7,7.
Вона  розташована на відстані близько 470,6 світлових років від Сонця.

## Пекулярний хімічний склад
Зоряна атмосфера HD188854 має підвищений вміст 
Sr
.